# 顾国宁
顾国宁（1978年10月17日—2024年10月29日），黑龙江省齐齐哈尔市人，毕业于中国传媒大学，曾任中央广播电视总台新闻中心新闻播音部新闻主播。

## 生平
1978年10月17日，顾国宁出生在黑龙江省齐齐哈尔市，父亲顾万超是钢琴家，原齐齐哈尔师范学院（今齐齐哈尔大学）音乐系教授。1997年，顾国宁考入中国传媒大学，是班上的班长。
2024年10月29日，顾国宁因病在上海市逝世，终年46岁。

## 主持节目
- 2004年，《科技苑》
- 《聚焦三农》
- 《阳光大道》
- 2006年，《爱拍电影》
- 2013年，《朝闻天下》、《新闻直播间》、《午夜新闻》
- 2015年，《我的一本课外书》

## 家庭
顾国宁的妻子吕婧，婚后育有一个儿子。